# Condominium areolatum
Condominium areolatum är en sjöpungsart som först beskrevs av Kott 1963.  Condominium areolatum ingår i släktet Condominium och familjen Protopolyclinidae. Inga underarter finns listade i Catalogue of Life.